# VV Fortuna in het seizoen 1963/64
Het seizoen 1963/1964 was het negende jaar in het bestaan van de Vlaardingense betaaldvoetbalclub Fortuna. De club kwam uit in de Eerste divisie en eindigde daarin op de 15e plaats, hiermee degradeerde club rechtstreeks naar de Tweede divisie. Tevens deed de club mee aan het toernooi om de KNVB beker, hierin werd in de halve finale verloren van Fortuna '54 (2–4).

## Wedstrijdstatistieken

### Eerste divisie
|       | BVV   | DWS   | Eindhoven | Elinkwijk | Enschedese Boys | Excelsior | RBC   | SHS   | Sittardia | Telstar | Veendam | Velox | De Volewijckers | VVV   | Willem II |
| ----- | ----- | ----- | --------- | --------- | --------------- | --------- | ----- | ----- | --------- | ------- | ------- | ----- | --------------- | ----- | --------- |
| Thuis | 1 – 0 | 2 – 1 | 0 – 2     | 1 – 4     | 5 – 2           | 1 – 1     | 2 – 1 | 1 – 3 | 0 – 3     | 0 – 1   | 0 – 1   | 1 – 2 | 0 – 1           | 0 – 1 | 0 – 2     |
| Uit   | 3 – 0 | 1 – 1 | 1 – 0     | 5 – 0     | 1 – 0           | 3 – 3     | 5 – 0 | 2 – 0 | 3 – 0     | 1 – 0   | 3 – 4   | 2 – 2 | 3 – 0           | 1 – 0 | 2 – 1     |

### KNVB beker
| 1e ronde                                             | AGOVV                                     | 2 – 3 (2 – 1, 2 – 2) Na verlenging     | Fortuna                                                          |
| 29 september 1963 Plaats: Apeldoorn Berg & Bos       | Joop Stevens 38' Wim Bleijenberg 39'      |                                        | 25' Jan Bouman 72' Kees Blankenstein 106' Jan Baksteen           |
| 2e ronde                                             | Helmondia '55                             | 1 – 3 (1 – 1)                          | Fortuna                                                          |
| 17 november 1963 Plaats: Helmond De Braak            | Leo van der Linden 15'                    |                                        | 2', –' Kees Blankenstein Lajos Tamás                             |
| 3e ronde                                             | Zwartemeer                                | 2 – 2 (2 – 1, 2 – 2) Na strafschoppen' | Fortuna                                                          |
| 9 februari 1964 Plaats: Klazienaveen Mr. Ovingstraat | Inus Scholten 20' Willy Hoogenberg 35'    |                                        | 40' Jan Bouman 75' Ed Verweel                                    |
| Kwartfinale                                          | Feijenoord                                | 2 – 3 (2 – 1)                          | Fortuna                                                          |
| 25 maart 1964 Plaats: Rotterdam Stadion Feijenoord   | Henk Groot 4', 30'                        |                                        | 18', 65' Jan Bouman 84' Kees Blankenstein                        |
| Halve finale                                         | Fortuna                                   | 2 – 4 (1 – 2)                          | Fortuna '54                                                      |
| 23 april 1964 Plaats: 's-Hertogenbosch De Vliert     | Martin van der Zwan 39' Jan Jungerius 81' |                                        | 6', 84' Aleksandar Petaković 43' Piet van Rhijn 73' Frans Rutten |

## Statistieken Fortuna 1963/1964

### Eindstand Fortuna in de Nederlandse Eerste divisie 1963 / 1964
| Stand | Gespeeld | Gewonnen | Gelijk | Verloren | Punten | Doelpunten voor | Doelpunten tegen |
| ----- | -------- | -------- | ------ | -------- | ------ | --------------- | ---------------- |
| 15e   | 30       | 5        | 4      | 21       | 14     | 25              | 60               |

### Topscorers
| #                 | Naam                | Goal |
| ----------------- | ------------------- | ---- |
| 1.                | Kees Blankenstein   | 7    |
| 2.                | Jan Bouman          | 6    |
| 3.                | Lajos Tamás         | 3    |
| 4.                | Jan Baksteen        | 2    |
| 4.                | Jan Jungerius       | 2    |
| 6.                | Arie Don            | 1    |
| 6.                | Ger Robbemond       | 1    |
| 6.                | Ed Verweel          | 1    |
| 6.                | Martin van der Zwan | 1    |
| Onbekend doelpunt |                     |      |
| –                 | Onbekend            | 1    |
| Totaal            | Totaal              | 25   |

| #      | Naam                | Goal |
| ------ | ------------------- | ---- |
| 1.     | Kees Blankenstein   | 4    |
| 1.     | Jan Bouman          | 4    |
| 3.     | Jan Baksteen        | 1    |
| 3.     | Jan Jungerius       | 1    |
| 3.     | Lajos Tamás         | 1    |
| 3.     | Ed Verweel          | 1    |
| 3.     | Martin van der Zwan | 1    |
| Totaal | Totaal              | 13   |

## Voetnoten
BVV ·
DHC ·
Elinkwijk ·
Enschedese Boys ·
Eindhoven ·
Excelsior ·
Fortuna ·
RBC ·
SHS ·
Sittardia ·
Telstar ·
Veendam ·
Velox ·
De Volewijckers ·
VVV ·
Willem II